# Hannah Neise
Hannah Neise (* 26. Mai 2000 in Arnsberg) ist eine deutsche Skeletonpilotin. Sie nahm 2016 für Deutschland an den Olympischen Jugendspielen teil und gewann die Juniorenweltmeisterschaft 2021 in St. Moritz. Ohne zuvor ein Weltcuprennen gewonnen zu haben, wurde sie bei den Winterspielen 2022 überraschend Olympiasiegerin.

## Karriere

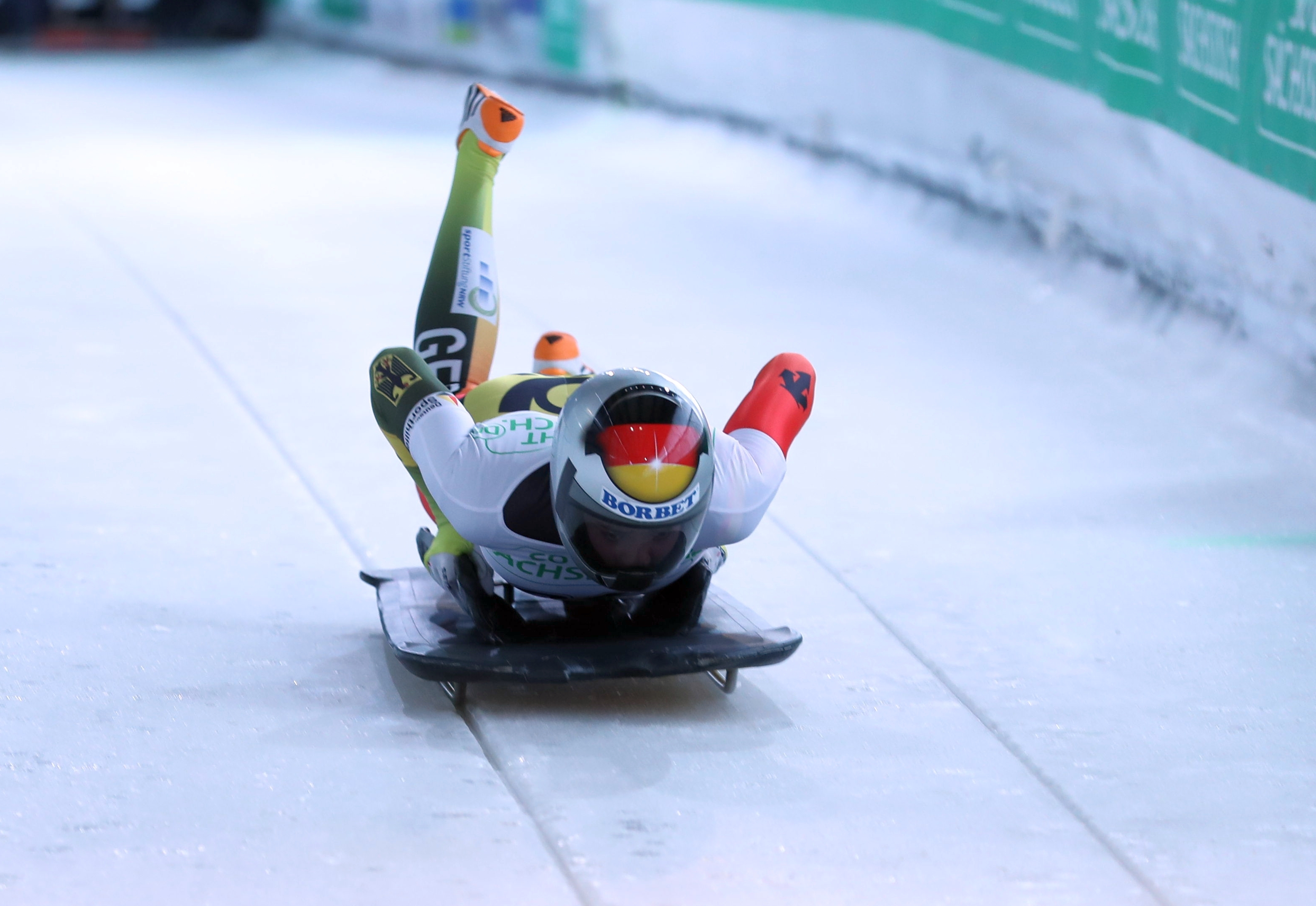
Hannah Neise bei den Deutschen Meisterschaften im Skeleton 2018 in Altenberg

Hannah Neise wuchs in Freienohl auf und lebt in Schmallenberg. 2019 legte sie das Abitur am Geschwister-Scholl-Gymnasium in Winterberg ab. An der Bundespolizeisportschule Bad Endorf macht sie eine Ausbildung zur Bundespolizeimeisterin.
Neise startet für den BSC Winterberg. Vor der Saison 2014/15 nahm sie zum ersten Mal an deutschen Meisterschaften im Skeleton teil und belegte auf ihrer Heimbahn in Winterberg nach zwei Läufen den vierzehnten Platz. In der Saison 2014/15 kam sie im Europacup zu ihren ersten internationalen Einsätzen. Im Alter von 14 Jahren startete sie am 21. und 22. November 2014 beim Europacup-Wettbewerb in Lillehammer. Dabei belegte sie zweimal den elften Platz. Ende 2014 erreichte sie mit 60 Punkten den 26. Platz in der Gesamtwertung des Skeleton-Europacups.
Für Hannah Neise stand in der Saison 2015/16 die Olympischen Jugend-Spiele im Mittelpunkt. Deswegen nahm sie an der Youth Serie teil, welche die IBSF ausgerichtet und über die man sich für die Spiele qualifizieren konnte. Beim ersten Wettbewerb am 4. Dezember 2015 belegte sie den fünften Platz. Einen Tag später schaffte sie auf der Kunsteisbahn Bob-Rodel Igls in Innsbruck hinter Ashleigh Fay Pittaway den zweiten Platz. Am 16. und 17. Dezember fanden in Lillehammer zwei weitere Wettbewerbe der Youth Serie statt. Dabei belegte sie jeweils den dritten Platz und schaffte damit die Qualifikation für die Olympischen Jugend-Winterspiele.
Bei der deutschen Meisterschaft, die kurz vor dem Jahreswechsel in der sächsischen Gemeinde Altenberg ausgetragen wurde, belegte Hannah Neise den neunten Platz. Bei den Olympischen Jugend-Winterspielen 2016 gewann sie am 19. Februar 2016 nach zwei Läufen hinter der Britin Ashleigh Fay Pittaway, die bis 2015 noch für Deutschland startete, und vor der Französin Agathe Bessard die Silbermedaille.
Vor der Saison 2016/17 belegte sie am 26. November 2016 auf der Kunsteisbahn Königssee den fünften Platz bei den deutschen Skeleton-Meisterschaften. In der Saison startete Hannah Neise erneut im Skeleton-Europacup. Am 4. November 2016 schaffte sie mit Rang sechs in Sigulda zum ersten Mal einen Top-Ten-Platz im Europacup. Am 10. und 11. November absolvierte sie bei den Wettbewerben in Innsbruck ihre ersten Wettkämpfe im Skeleton-Intercontinentalcup. Während sie am 10. November mit dem elften Platz knapp einen Top-Ten-Platz verpasste, belegte sie am 11. November den neunten Platz.
Am 17. November 2016 startete Hannah Neise in Königssee erneut im Skeleton-Europacup und erreichte dabei den zweiten Platz hinter Maxi Just und vor Janine Becker. Am 12. Januar 2017 konnte sie in St. Moritz auf den Olympia Bob Run St. Moritz–Celerina zum zweiten Mal einen Podestplatz im Europacup einfahren. Hinter Maxi Just und Tamara Seer belegte sie Rang drei. Am Ende der Saison holte sie mit 205 Punkten in der Europacup-Gesamtwertung den achten Platz und mit 144 Punkten den 28. Platz in der Intercontinentalcup-Gesamtwertung.
Bei den deutschen Juniorenmeisterschaften im Skeleton, die am 18. Februar 2017 auf der Rennschlitten- und Bobbahn Altenberg ausgetragen wurden, sicherte sie sich hinter Maxi Just und Corinna Leipold eine Bronzemedaille.  Am 23. Dezember 2017 gewann sie bei der deutschen Skeleton-Meisterschaft in der Saison 2017/18 auf ihrer Heimbahn in Winterberg die Bronzemedaille hinter Tina Hermann und Sophia Griebel.
Nach dem Jahreswechsel wurde Hannah Neise im Skeleton-Intercontinentalcup 2017/18 eingesetzt und konnte am 12. Januar 2018 beim Wettbewerb in Altenberg erstmals auf das Podest fahren. Hinter Sophia Griebel und Lelde Priedulēna belegte sie den dritten Platz. Beim zweiten Wettbewerb in Altenberg kam sie auf den fünften Platz. Mit 346 gesammelten Punkten schaffte sie in der Gesamtwertung des Intercontinental-Cups den sechsten Platz.
In der Saison 2018/19 wurde Hannah Neise wieder im Europacup eingesetzt und gleich beim ersten Wettbewerb der Saison in Innsbruck konnte sie hinter Madelaine Smith und vor Janine Becker den zweiten Platz erreichen. Am 6. Dezember 2018 feierte sie auf der Bahn in Königssee ihren ersten Weltcup-Sieg; sie siegte vor Janine Becker und Ashleigh Fay Pittaway. Am Tag darauf belegte sie dort den dritten Platz. Bei den deutschen Meisterschaften am 22. Dezember 2018 in Altenberg kam Hannah Neise auf Rang acht.
Im Skeleton-Europacup belegte sie in Altenberg am 11. und 12. Dezember 2019 einen dritten bzw. zweiten Platz. Am 26. Januar 2019 stürzte sie in Sigulda aufgrund eines Fahrfehlers und schied aus. Dennoch sicherte sie sich hinter ihrer Team- und Vereinskollegin Janine Becker mit 405 Punkten den zweiten Platz in der Gesamtwertung. Zudem qualifizierte sie sich mit einem siebten Platz für die Skeleton-Juniorenweltmeisterschaften 2019 am Königssee. Bei der deutschen Juniorenmeisterschaft am 23. Februar 2019 auf ihrer Heimbahn in Winterberg gewann sie Gold vor Susanne Kreher und Corinna Leipold.
Vor der Saison 2019/20 kam Hannah Neise bei der deutschen Meisterschaft am Königssee auf den siebten Platz. Sie qualifizierte sich durch ihre Leistungen aus dem Vorjahr für den Intercontinental-Cup und belegte gleich bei ihrem ersten Wettbewerb der Saison in Winterberg Rang zwei hinter Susanne Kreher und vor Katie Uhlaender. Am 14. Dezember 2019 konnte sie erstmals ein Rennen im Intercontinental-Cup gewinnen. Am Königssee siegte sie vor Susanne Kreher und Renata Chusina. Die Saison beschloss sie mit 406 Punkten und dem neunten Platz in der Gesamtwertung des Intercontinental-Cups. Sie qualifizierte sich zudem für die Junioren-Weltmeisterschaften 2020 in Winterberg. Hinter Anna Fernstädt aus Tschechien und Susanne Kreher aus Deutschland gewann sie dort die Bronzemedaille.
Mit ihren Läufen am 11. und 12. Februar 2022 wurde Neise bei den Olympischen Winterspielen in Peking erste deutsche Skeleton-Olympiasiegerin.

## Auszeichnungen
- 2022: Silbernes Lorbeerblatt[7]
- 2022: Sportlerin des Jahres in Nordrhein-Westfalen

## Erfolge

### Olympische Spiele
- 2022 Peking:   Einzel

### Intercontinentalcup-Siege
| Nr. | Datum             | Ort       | Bahn                   |
| --- | ----------------- | --------- | ---------------------- |
| 1.  | 14. Dezember 2019 | Königssee | Kunsteisbahn Königssee |

### Europacup-Siege
| Nr. | Datum            | Ort       | Bahn                   |
| --- | ---------------- | --------- | ---------------------- |
| 1.  | 6. Dezember 2018 | Königssee | Kunsteisbahn Königssee |